# MAKE UP CITY
| 専門評論家によるレビュー | 専門評論家によるレビュー |
| レビュー・スコア         | レビュー・スコア         |
| 出典                     | 評価                     |
| ------------------------ | ------------------------ |
| Allmusic                 | [ 1 ]                    |

『MAKE UP CITY』（メイク・アップ・シティ）は日本のフュージョンバンド、カシオペアの4枚目のアルバム。また、アメリカおよびヨーロッパで発売されたカシオペアの初めてのアルバム。

## 解説
フュージョン・ブームが最高潮に達した1980年の制作及び発売。ドラマーに神保彰が加入しての二枚目のアルバム。
このアルバムで初めてメンバー全員が曲を提供している。それまでの過去三作では、ほとんどの作曲を野呂が担当し（唯一の例外は櫻井の「SAILING ALONE」）、このアルバムでも大半を野呂が作曲する予定であったが、曲作りの途中で野呂が入院してしまい、急遽ほかのメンバーが各々1曲ずつ作って持ち寄ることになったのが経緯である。向谷は、1980年10月25日発売のジュディ・アントン『Smile』に提供した「Reflections Of You」のインストゥルメンタル・バージョンを作成。特に神保はこれまで作曲の経験がなかったのだが、入院中の野呂から熱心に作曲法を学ぶことにより、今までのカシオペアにない、爽快感あふれる曲「RIPPLE DANCE」を作り出した。これが神保にとってメロディーメーカーとしての第一歩となった。
全曲とも演奏はカシオペアのメンバーのみで行われたが、シンセサイザーのマニピュレーターとして松武秀樹が全面参加した。それによる華やかなシンセサウンドも、このアルバムの特徴となっている。
レコーディングには、開発されたばかりの3M社の32トラックのデジタルテープレコーダーが用いられ、日本初のデジタルレコーディングのアルバムと謳われていた。当時、アルファレコードの提携先であったアメリカA&Mレコードのスタジオで1970年代末から運用されていたものと同じ、3M社製の最新の機種であるDMS（Digital Audio Mastering System）がアルファレコード直属の録音スタジオであるスタジオアルファに導入されたのだが、録音スケジュールの関係で偶然にも運用第一号となったのがこのアルバムであった。話題づくりだけでなく、サウンドのクリアさにも貢献している。しかし、後年の雑誌のインタビューでは、リーダーの野呂一生がこの頃のサウンドを顧みて「デジタルレコーディングではサウンドがのっぺりしてしまうのが欠点なので、アナログ処理を加える事でその問題をクリアするようになった」といった発言をしている。
しかし、日本企業のDENONは先行して1970年代に世界初の実用的なPCM録音装置であるDN-023Rを開発・運用していたため、このアルバム自体は日本初のデジタルレコーディング作品ではない。
アルバムタイトルは、美容用語であるメーキャップのイメージから「街を創りだす」という意味をこめてつけられた。ジャケットも、近未来都市を連想させるイラストが描かれている。しかしこのタイトル、意訳すると「街を掃除しろ」となる。実際に、次回作『EYES OF THE MIND』をプロデュースしたハーヴィー・メイソンから「おまえら、街を掃除するのか?と驚かれてしまった」と、当時のツアーのMCでメンバーの向谷実が語っていた。また、本作の2曲目に収録された「EYES OF MIND」も、同じくハーヴィーから「THEが入らないとおかしいのでは?」という指摘を受けて、以降は「EYES OF THE MIND」と表記されている。

## 収録曲
「リフレクションズ・オブ・ユー」は、向谷実と野呂一生が編曲。その他の曲は、野呂一生が編曲。
| #         | タイトル                                             | 作詞      | 作曲     | 時間 |
| --------- | ---------------------------------------------------- | --------- | -------- | ---- |
| 1.        | 「ジプシー・ウィンド」(Gypsy Wind)                   |           | 野呂一生 | 4:06 |
| 2.        | 「アイズ・オブ・マインド」(Eyes Of Mind)             |           | 野呂一生 | 5:54 |
| 3.        | 「リフレクションズ・オブ・ユー」(Reflections Of You) |           | 向谷実   | 4:28 |
| 4.        | 「リップル・ダンス」(Ripple Dance)                   |           | 神保彰   | 4:57 |
| 合計時間: | 合計時間:                                            | 合計時間: | 19:25    |      |

| #         | タイトル                                 | 作詞      | 作曲     | 時間 |
| --------- | ---------------------------------------- | --------- | -------- | ---- |
| 1.        | 「ライフ・ゲーム」(Life Game)            |           | 野呂一生 | 4:58 |
| 2.        | 「メイク・アップ・シティ」(Make Up City) |           | 野呂一生 | 5:22 |
| 3.        | 「パステル・シー」(Pastel Sea)           |           | 櫻井哲夫 | 4:11 |
| 4.        | 「トゥインクル・ウィング」(Twinkle Wing) |           | 野呂一生 | 5:20 |
| 合計時間: | 合計時間:                                | 合計時間: | 19:51    |      |

## 参加ミュージシャン
CASIOPEA :
野呂一生 - ギター (YAMAHA SG-2000 & SG-1000 Fretless, Acoustic Guitar)
向谷実 - キーボード (Fender Rhodes 73, Acoustic Piano, Prophet-5, Mini Moog, YAMAHA SK-20 & CS-30, KORG 800DV, Roland VP-330)
櫻井哲夫 - ベース (YAMAHA BB-2000 & BB-2000 Fretless, Fender Jazz Bass, Kramer DMZ-6000B)
神保彰 - ドラム (YAMAHA YD-9000R)
- 松武秀樹 - シンセサイザーマニピュレーター

## 制作クレジット
- エグゼクティブ・プロデューサー - 川添象郎
- プロデューサー - 宮住俊介
- エンジニア - 吉沢典夫
- アシスタント・エンジニア - 斉藤篤

- イラストレーター - Kazuyuki Takimoto
- デザイン - Hidetake Awano
- カバー・コーディネーション - Toshinao Tsukui
- ライナー・ノート - 竹村淳

- リマスタリング - 鈴木浩二 (2016/7/27 ハイリゾ版)

## チャート順位
| Chart                           | Peak position |
| ------------------------------- | ------------- |
| 米ビルボード誌 Jazz Albums 1982 | 46            |

## リリース日一覧
| 地域       | リリース日     | レーベル                       | 規格                      | カタログ番号                | 備考                                |
| ---------- | -------------- | ------------------------------ | ------------------------- | --------------------------- | ----------------------------------- |
| 日本       | 1980年11月21日 | アルファレコード               | 30cmLP                    | ALR-28007                   |                                     |
| 米国       | 1981年         | アルファレコード               | 30cmLP                    | AAB-11010                   |                                     |
| ヨーロッパ | 1981年         | アルファレコード               | 30cmLP                    | ALF 85624                   |                                     |
| 日本       | 1984年6月25日  | アルファレコード               | 12cmCD                    | 38XA-15                     |                                     |
| 日本       | 1987年1月25日  | アルファレコード               | 12cmCD                    | 32XA-117                    |                                     |
| 日本       | 1992年3月21日  | アルファレコード               | 12cmCD                    | ALCA-274                    |                                     |
| 日本       | 1994年6月29日  | アルファレコード               | 12cmCD                    | ALCA-9004                   |                                     |
| 日本       | 1998年7月23日  | アルファレコード               | 12cmCD                    | ALCA-9199                   |                                     |
| 日本       | 2001年12月19日 | ヴィレッジ・レコード           | デジタルリマスター 12cmCD | VRCL-2204                   | DSD, 紙ジャケット                   |
| 日本       | 2002年1月17日  | ヴィレッジ・レコード           | デジタルリマスター 12cmCD | VRCL-2224                   | DSD                                 |
| 日本       | 2009年5月27日  | ソニー・ミュージックダイレクト | デジタルリマスター 12cmCD | MHCL-20006                  | DSD, ブルースペックCD, 紙ジャケット |
| 日本       | 2016年2月3日   | ソニー・ミュージックダイレクト | デジタル・ダウンロード    | 1076212086                  | iTunes Store                        |
| 日本       | 2016年2月3日   | ソニー・ミュージックダイレクト | デジタル・ダウンロード    | 4582290413976               | mora AAC-LC 320kbps                 |
| 日本       | 2016年2月3日   | ソニー・ミュージックダイレクト | デジタル・ダウンロード    | A1003862366                 | レコチョク AAC 128/320kbps          |
| 日本       | 2016年2月3日   | ソニー・ミュージックダイレクト | デジタル・ダウンロード    | B01B5AQ8LS                  | Amazon.com                          |
| 日本       | 2016年2月3日   | ソニー・ミュージックダイレクト | デジタル・ダウンロード    | Bv2fe2tatvwv7zxuuiizjum5ixu | Google Play Music                   |
| 日本       | 2016年7月27日  | ソニー・ミュージックダイレクト | デジタル・ダウンロード    | 4582290418704               | mora DSD 2.8MHz/1bit                |
| 日本       | 2016年7月27日  | ソニー・ミュージックダイレクト | デジタル・ダウンロード    | smj4582290418704            | e-onkyo DSD 2.8MHz/1bit             |
| 日本       | 2016年7月27日  | ソニー・ミュージックダイレクト | デジタル・ダウンロード    | 11184                       | HD-music DSD 2.8MHz/1bit            |
| 日本       | 2016年7月27日  | ソニー・ミュージックダイレクト | デジタル・ダウンロード    | 4582290418698               | mora FLAC 96.0kHz/24bit             |
| 日本       | 2016年7月27日  | ソニー・ミュージックダイレクト | デジタル・ダウンロード    | A1004668191                 | レコチョク FLAC 96kHz 24bit         |
| 日本       | 2016年7月27日  | ソニー・ミュージックダイレクト | デジタル・ダウンロード    | smj4582290418698            | e-onkyo FLAC 96kHz 24bit            |
| 日本       | 2016年7月27日  | ソニー・ミュージックダイレクト | デジタル・ダウンロード    | 11173                       | HD-music FLAC 96kHz/24bit           |
| 日本       | 2016年7月27日  | ソニー・ミュージックダイレクト | デジタル・ダウンロード    | a7bf52beff4402e0f681        | AWA 320kbps                         |
| 日本       | 2016年11月10日 | ソニー・ミュージックダイレクト | デジタル・ダウンロード    | 263Am93kbmxHBsjdAvvUAx      | Spotify                             |